# Wendekreis des Steinbocks
Wendekreis des Steinbocks (im Original: Tropic of Capricorn) ist der Titel eines Romans von Henry Miller, der erstmals 1939 in Paris veröffentlicht wurde. Die erste deutsche Ausgabe –  übersetzt von Kurt Wagenseil – wurde 1953 (zusammen mit Wendekreis des Krebses) in einer einmaligen, beschränkten und nummerierten Auflage von 1.500 Exemplaren gedruckt; die zweite (überarbeitete) Ausgabe erschien 1964.

## Zum Werk
Dieser Roman ist nach Wendekreis des Krebses der zweite große romanhaft-autobiographische Bericht Henry Millers.
Er enthält viele autobiografische Teile, die Millers Lebensweg „in den grauen Straßenschluchten seiner Jugend“ in New York bis zu den Pariser Jahren verfolgen, in denen sein künstlerischer Durchbruch geschah. Daneben ist das Buch eine Dokumentation seines künstlerischen Reifens.
Die rücksichtslose Zurschaustellung des grob Geschlechtlichen dient als Protest gegen den Zivilisationszwang seines kleinbürgerlichen, puritanischen Herkunftsmilieus und als Mittel zum Ausdruck seines Hasses auf den American Way of Life. Dahinter jedoch steht unüberhörbar auch ein eindringlicher Aufruf zur Humanität.

## Buchausgabe (auf Deutsch)
- Henry Miller: Wendekreis des Steinbocks, Rowohlt Taschenbuch, Reinbek, ISBN 978-3-499-14510-0